# Rebecca (fumetto)
Rebecca è una serie a fumetti ideata da Renato Queirolo e Anna Brandoli nel 1981. La serie è caratterizzata da un'accurata ricostruzione storica e geografica senza tuttavia incentrare tutta la trama sulla verità storica - lo stesso Queirolo dirà che «si tratta di narrazione, non dimentichiamolo, soprattutto non ricostruzione ma evocazione di un clima, di un mondo in modo che sia possibile capire cosa significhi vivere in un determinato periodo» - per cui le storie risultano realistiche senza per questo essere reali o riferite sempre a consuetudini e abitudini storiche accertate; anche cronologicamente le storie sono ben definite e per i vari avvenimenti sono indicate le relative date in cui si verificano. Le storie sono tutte realizzate in bianco e nero dai contrasti netti che riesce a ricreare le cupe atmosfere medioevali.

## Storia editoriale
Dopo la serie La strega con la quale la coppia di autori aveva esordito sulla rivista alter alter della Milano Libri nel febbraio 1978, la collaborazione era stata interrotta per motivi economici. Oreste Del Buono, allora direttore della casa editrice, li richiamò proponendogli un contratto più vantaggioso per continuare la pubblicazione di La Strega su un'altra testata dell'editore, linus. Tuttavia la Brandoli era contraria a continuare la serie ma si raggiunse un compromesso realizzandone un'altra con un nuovo personaggio con alcune caratteristiche simili al protagonista della precedente, una zingara di nome Rebecca, ambientato due secoli dopo nel Ducato di Milano. Questo nuovo fumetto esordì su linus nel gennaio 1981, con una storia suddivisa in quattro episodi. Successivamente la serie continuò su altre riviste.
Le storie pubblicate su linus sono le seguenti:
1. Come il rovescio del rovescio non sia esattamente il diritto (dal gennaio 1981)
2. Quando l'abito fa il monaco a strisce (dall'aprile 1981)
3. Gran Madre Formaggio (dal settembre 1981)
4. L'irrinunciabile fine si giustifica coi mezzi (dal maggio 1982)

Queste quattro storie col titolo di "Rebecca" sono state raccolte in volume dalle edizioni L'Isola Trovata editore della rivista Orient Express, aggiornata, rivista e modificata nei testi e nei disegni, divenendo quindi differente rispetto alla prima edizione pubblicata a puntate su linus.
La seconda storia viene pubblicata su Orient Express con il titolo di "I testamenti di Sant'Ambrogio", dall'ottobre 1983 con il primo episodio intitolato "Storia di ladri e coltelli". La chiusura della rivista nel febbraio 1985 dopo la pubblicazione di quattro episodi fece terminare anche la saga anche se nell'ultimo episodio (pubblicato sul n. 29 della rivista) riporta la scritta "fine" ma viene promessa la pubblicazione in volume dei Testamenti comprensivi di un quinto episodio inedito che concluderà le vicende. Il volume pubblicato sarà I testamenti di Sant'Ambrogio (parte prima) - Scene di caccia e avrebbe dovuto comprendere le storie comparse su Orient Express, riviste e ridisegnate oltre che colorate. Diversamente da quanto promesso, non concluderà le vicende dei testamenti di Sant'Ambrogio.
Sulla rivista Comic Art, fra febbraio e marzo 1987, venne pubblicato un nuovo episodio intitolato Qualcuno è di troppo ovvero del restarsene a casa nelle sere di pioggia, che chiude alcune delle trame che erano rimaste aperte senza però concludere l'intera vicenda e, soprattutto, senza svelare il mistero racchiuso nei testamenti di sant'Ambrogio. Qui terminano le avventure di Rebecca che finora non furono mai più riprese dagli autori anche se, in un'intervista, Queirolo si disse pronto a dare un seguito alle vicende senza però mai concretizzare nulla.

## Trama
I personaggi vivono un Medioevo descritto non attraverso le grandi gesta epiche di cavalieri e potenti ma tramite la vita quotidiana del popolo. La protagonista, Rebecca Cioara dei Grigioni - detta Lupa - è una zingara in fuga dalla sua tribù, alta e dai lunghi capelli con un caratteristico naso adunco.
Nel primo episodio intitolato Di altri giorni e altri anni, ovvero un provvisorio epilogo, il 29 Febbraio 1492, un uomo nudo esce dalle acque del Lago di Piona e raggiunge la caverna dove Rebecca vive. Si tratta di un cantastorie, cacciato dalle guardie per i testi scomodi delle sue canzoni, di nome Mercurio. Insieme viaggiano per la pianura Padana dove incontrano altri personaggi quali Faccia d'osso, un boia di Como, che coverà sentimenti di vendetta a causa di un brutto scherzo giocatogli da Rebecca, Menocchio, un mugnaio, la giovane Anna la rossa, capace di predire il futuro. Al termine del primo episodi, Rebecca si troverà insieme ad Anna sulla strada per Milano dopo aver abbandonato Mercurio. La storia non ha una conclusione vera e propria.
Il secondo episodio inizia dove era finito il primo, con le due giovani donne dirette a Milano. In una locanda vengono a conoscenza dell'esistenza di tre testamenti di Sant'Ambrogio che permetterebbero di trovare un tesoro. Rebecca incontrerà nuovi personaggi pericolosi, come Naso di cuoio, il Principessa, capo dei ladri di Milano, la Badessa del convento e nuovamente Faccia d'osso.